# Good Love
「Good Love」は、高橋由美子の通算10枚目のシングル。1993年2月24日発売。発売元はビクターエンタテインメント。

## 概要
- フジテレビ系列で放送された自身の連続ドラマ初主演作『お願いダーリン!』の主題歌。
- オリコン最高17位ではあるものの累計は19.1万枚を売り上げ、シングル曲では最大のヒットとなった『友達でいいから』に次ぐ2番目の売上となっている[1]。

## 収録曲
1. Good Love
  - 作詞：柚木美祐、作曲：本島一弥、編曲：岩本正樹

フジテレビ系ボクたちのドラマシリーズ『お願いダーリン!』主題歌
2. My Melodies
  - 作詞：渡辺なつみ、作曲：高野ふじお、編曲：岩本正樹

1. Good Love（オリジナル・カラオケ）
2. My Melodies（オリジナル・カラオケ）